# 顧咸正
顧咸正（？—1647年），字端木，號觙庵，南直隶蘇州府吳縣籍崑山縣人，明末清初政治人物。

## 生平
崇禎六年（1633年）癸酉科中式應天府鄉試第二十九名舉人，崇禎十六年（1643年）癸未科二甲第五十三名進士，吏部觀政，授延安府推官。明朝灭亡后，他参与了吴胜兆与陈子龙的抗清活动，事敗被擒，与子天逵、天遴等人俱被押解南京杀害

## 家族
曾祖顧鼎臣，弘治乙丑科状元，光禄大夫、柱國少保兼太子太傅礼部尚書武英殿大學士，赠太保，謚文康。祖父顧履吉，太學生，鄉賓，赠文林郎知縣。父顧謙服，馬湖府同知。弟顾咸建，同科進士；顾咸受（天啓甲子舉人），清军破杭州，同被杀。一门父子五人同死国事。吴中人士，莫不悲之。